# Hellinsia aistleitneri
Hellinsia aistleitneri là một loài bướm đêm thuộc họ Pterophoridae. Nó được biết đến ở Cabo Verde.